# Monster (canção de Big Bang)
"Monster" (hangul: 몬스터) é uma canção do grupo sul-coreano Big Bang. Lançada em 3 de junho de 2012 pela YG Entertainment, como o single principal da versão reembalada do extended play (EP) Alive, de nome  Still Alive. Foi composta por G-Dragon e T.O.P e produzida por G-Dragon e Choi Pil-kang. Após seu lançamento, alcançou a primeira colocação na Coreia do Sul, através da parada da Gaon.

## Antecedentes e promoção
Após o êxito do EP Alive, a YG Entertainment anunciou que o mesmo seria reembalado e se tornaria um álbum de edição especial, contendo novas canções adicionais. Este álbum recebeu o título de Still Alive. "Monster" tornou-se sua faixa-título e antes de seu lançamento, que ocorreu em 3 de junho de 2012, diversos vídeos teaser foram lançados diariamente, entre 25 de maio a 1 de junho de 2012, contendo em cada um deles, um membro do Big Bang. Ainda no mês de maio, foi anunciado que o grupo iria focar-se em  sua turnê mundial, a Alive Galaxy Tour, o que iria ocasionar em não promoção do álbum Still Alive e consequentemente de "Monster".
Uma versão em língua japonesa de "Monster" foi incluída na versão reembalada do álbum Alive, de nome Alive -Monster Edition- (2012) e no álbum de maiores sucessos The Best of Big Bang 2006-2014 (2014). Esta versão foi promovida através do programa japonês Music Japan da NHK, sendo a sua única apresentação ao vivo na televisão.

## Composição
"Monster" foi anunciada como sendo uma canção poderosa e a mais ousada do que qualquer outra lançada anteriormente pelo grupo. Composta por G-Dragon e T.O.P e produzida pelo primeiro juntamente com Choi Pil-kang, a canção possui uma letra que "retrata uma negação da própria natureza". Ela foi descrita como "uma interpretação moderna das canções tristes e animadas do Big Bang do final dos anos 2000, como "Lies" e "Haru Haru". Seu instrumental foi notado por confrontar "uma melodia suave contra uma cacofonia orquestral"  e por lançar "versos pensativos" com um "coro agressivo".

## Recepção da crítica
Com recepções positivas recebidas, Tamar Herman da Billboard, classificou "Monster" como a oitava melhor canção do Big Bang, destacando que a mesma mostra o grupo "mais dramático" e que a "introdução sutil e os outros refrões realizados por T.O.P e G-Dragon" fornecem a canção "o toque perfeito de mistério". Kaitlin Miller do jornal Sun-Times, nomeou-a como uma das melhores canções do grupo, afirmando que o Big Bang provou ser capaz de "fazer canções confiantes com o coração".

## Vídeo musical
O vídeo musical de "Monster" foi filmado através de uma produção em grande escala em uma colaboração com a marca sul-coreana de automóveis Hyundai,, o mesmo recebeu o uso de efeitos especiais que "levou um mês para ficar pronto". O Big Bang e a companhia, iniciaram o projeto intitulado "Re-Monster", com o intuito de promover seu vídeo musical e dar oportunidade para bandas indie reinterpretarem a canção. Como resultado deste projeto, as canções enviadas foram adicionadas ao Hyundai Music, onde foram julgadas e os músicos vencedores teriam a chance de lançar um single digital.

## Desempenho nas paradas musicais
Na Coreia do Sul, "Monster" estreou no topo da Gaon Digital Chart, Gaon Download Chart e Gaon Streaming Chart, respectivamente, com vendas digitais de 757,501 mil cópias e 2,980,293 milhões em transmissões. Na semana seguinte, moveu-se para o terceiro lugar na Gaon Digital Chart, vendendo 286,386 mil downloads digitais e sendo transmitida por 2,618,701 milhões de vezes. No fim do ano de 2012, "Monster" posicionou-se em número catorze na parada anual da Gaon Digital Chart e tornou-se a vigésima canção mais vendida do ano no país. Nos Estados Unidos, alcançou o pico de número três na Billboard World Digital Songs e figurou no top 10 da Billboard Japan Hot 100.

### Posições
| Paradas (2012)                                 | Melhor posição |
| ---------------------------------------------- | -------------- |
| Coreia do Sul (Gaon Weekly Digital Chart)      | 1              |
| Coreia do Sul (Gaon Monthly Digital Chart)     | 2              |
| Coreia do Sul (Gaon Yearly Digital Chart)      | 14             |
| Coreia do Sul (Gaon Weekly Download Chart)     | 1              |
| Coreia do Sul (Gaon Weekly Streaming Chart)    | 1              |
| Coreia do Sul (Gaon Weekly BGM Chart)          | 1              |
| Coreia do Sul (Billboard K-pop Hot 100)        | 1              |
| Estados Unidos (Billboard World Digital Songs) | 3              |
| Japão (Billboard Japan Hot 100)                | 6              |

### Vendas
| País          | Parada                     | Vendas    |
| ------------- | -------------------------- | --------- |
| Coreia do Sul | Gaon Download Chart (2012) | 2,363,148 |

## Histórico de lançamento
| Região        | Data                | Formato             | Gravadora        |
| ------------- | ------------------- | ------------------- | ---------------- |
| Coreia do Sul | 3 de junho de 2012  | CD download digital | YG Entertainment |
| Mundo         | 3 de junho de 2012  | CD download digital | YG Entertainment |
| Japão         | 20 de junho de 2012 | CD download digital | YGEX             |